# Квинтет на Стефан
Квинтетът на Стефа̀н е визуално струпване на пет галактики, четири от които образуват първата компактна група галактики, откривана някога. Групата е открита от Едуар Стефан през 1877 г. в Марсилската обсерватория. Групата е най-изучаваната от всички компактни галактически групи. В най-ярката от тези галактики − NGC 7320 − се наблюдават обширни области от йонизиран водород, които са и области с бурно звездообразуване.

## Описание
Тези взаимодействащи си галактики представляват интерес поради бурната си динамика. Четири от петте галактики си взаимодействат гравитационно. Космическият танц, в който гравитационното взаимодействие въвлича галактиките, ще приключи със сливането им като една голяма галактика. Радионаблюдения от началото на 70-те години разкриват тайнствена „нишка“ от материя, която лежи в междугалактическото пространство и която излъчва във видима светлина. Същата тази област излъчва и в линиите на излъчване на йонизиран водород, поради което може да се наблюдава и във видимия спектър − това е величествената зелена дъга вдясно на изображението. Благодарение на работата на два космически телескопа се смята, че нишката представлява гигантска междугалактическа ударна вълна (свръхзвукова вълна, пътуваща в междугалактически газ), причинена от ускоряването на една от галактиките към центъра на масите на групата със скорост няколко хиляди километра в секунда. Пътуващата в междугалактичната среда ударна вълна се е образувала от сблъсъка на NGC 7318B с газовата компонента в групата. Тази ударна вълна, която по размер е по-голяма от Млечния път, нагрява част от газовата компонента до температура от милиони градуси. Това кара газа да излъчва в рентгенови лъчи, което го прави видим за рентгеновата обсерватория на NASA Чандра.
Още по-неочаквано е наблюдаването на молекулярен водород в ударната вълна (това откритие е направено с космическия телескоп на NASA Спицър). Излъчването от молекулярен водород, засечено от Спицър, идва от една от областите, в които се наблюдава висока турбуленция. По-голямата част от излъчването произлиза от област в близост до центъра на зелената дъга от йонизиран водород. Откриването на молекулярен водород в ударната вълна е а приори неочаквано, тъй като водородната молекула е твърде нестабилна и лесно се разпада при екстремни условия като преминаването на ударна вълна. Възможно решение на проблема е да се приеме, че при придвижването си, през облака от междугалактичен газ, ударната вълна поражда множество малки вихри в турбулентен граничен слой. Смята се, че този процес може да позволи на молекулярния водород да оцелее. Този модел е от важност за физиката на младата Вселена, понеже се смята че вече във Вселената са се били образували водородни молекули.
NGC 7320 има малко червено отместване (790 км/с), а другите четири галактики имат голямо червено отмесвтане (6600 км/с). По червеното отместване е определено и разстоянието до галактиките (чрез Ефекта на Доплер): NGC 7320 се намира на ~39 млн. св. г. от Земята (следователно не е физически и гравитационно свързана с другите четири галактики, а случайно се проектира на фона), докато другите галактики са на разстояние от 210-340 млн. св. години.
NGC 7319 има тип 2 Сийфъртово ядро.

## Членове
| Име                   | Тип          | Ректасцензия (J2000) | Деклинация (J2000) | Червено отместване (км/с) | Видима звездна величина |
| --------------------- | ------------ | -------------------- | ------------------ | ------------------------- | ----------------------- |
| NGC 7317              | E4           | 22h 35m 51.9s        | +33° 56′ 42″       | 6599 ± 26                 | +14.6                   |
| NGC 7318a (UGC 12099) | E2 pec       | 22h 35m 56.7s        | +33° 57′ 56″       | 6630 ± 23                 | +14.3                   |
| NGC 7318b (UGC 12100) | SB(s)bc pec  | 22h 35m 58.4s        | +33° 57′ 57″       | 5774 ± 24                 | +13.9                   |
| NGC 7319              | SB(s)bc pec  | 22h 36m 03.5s        | +33° 58′ 33″       | 6747 ± 7                  | +14.1                   |
| NGC 7320c             | (R)SAB(s)0/a | 22h 36m 20.4s        | +33° 59′ 06″       | 5985 ± 9                  | +16.7                   |